# Vágormos
Vágormos (1899-ig Noszicz, szlovákul Nosice) Puhó városrésze, egykor önálló település Szlovákiában, a Trencséni kerületben, a Puhói járásban.

## Fekvése
A városközponttól 3 km-re keletre, a Vág bal partján fekszik.

## Története
Határában egy 567 m-es magaslaton a puhói kultúra földvára állt egykor, de megtalálható itt a lausitzi kultúra településének és egy korai szláv földvárnak a maradványa is.
A települést 1407-ben említik először a Lieszkovszky család birtokaként.
A 18. század végén Vályi András így ír róla: „NOSTICZ. Dolne Nosicze. Tót falu Trentsén Várm. földes Ura G. Illésházy Uraság, lakosai katolikusok, fekszik Puchovhoz nem meszsze, határja középszerű, legelője tágas, és hasznos.”
Fényes Elek 1851-ben kiadott geográfiai szótárában így ír a faluról: „Noszicz, tót falu, Trencsén vmegyében, Kocskócz fiókja: 372 kath., 10 zsidó lak. F. u. többen.”
1910-ben 614, túlnyomórészt szlovák lakosa volt. A trianoni békéig Trencsén vármegye Puhói járásához tartozott.
1970-ben 624 szlovák lakta. A 20. század végén csatolták Puhóhoz.

## Nevezetességei
Határában a Vágon vizierőmű áll.

## Külső hivatkozások
Vágormos Szlovákia térképén

## Lásd még
- Puhó
- Bélagyertyános
- Bezdédfalva
- Felsőkocskóc
- Hadas
- Igricke